# Barry (chien)
Pour les articles homonymes, voir Barry.
Barry (1800-1814) est un chien épagneul des Alpes prédécesseur de la race saint-bernard. 
Il sert comme chien de secours dans les Alpes à l'hospice du Grand-Saint-Bernard, situé au col homonyme à la frontière entre l’Italie et la Suisse.

## Histoire
Il aurait secouru quarante personnes perdues dans la neige, bravant de nombreuses intempéries en montagne,. 
Selon la légende, une nuit, un soldat napoléonien égaré en pleine tempête en le voyant crut reconnaître un loup et pris de panique le tua ; en réalité, Barry est mort à l'âge de 14 ans à Berne, où il avait vécu ses deux dernières années. Son corps empaillé est conservé et exposé au muséum d'histoire naturelle de Berne en Suisse. Le taxidermiste et le directeur du musée sont convenus de modifier le corps vers ce qu'ils croyaient être un bon exemple de la race pendant cette période.
Un monument lui est dédié à l'entrée du cimetière des Chiens à Asnières-sur-Seine près de Paris. Il est inscrit en bas du monument funéraire : « Il sauva la vie à 40 personnes... il fut tué par la 41e ! ».

## Galerie

Barry sur une ancienne carte postale.
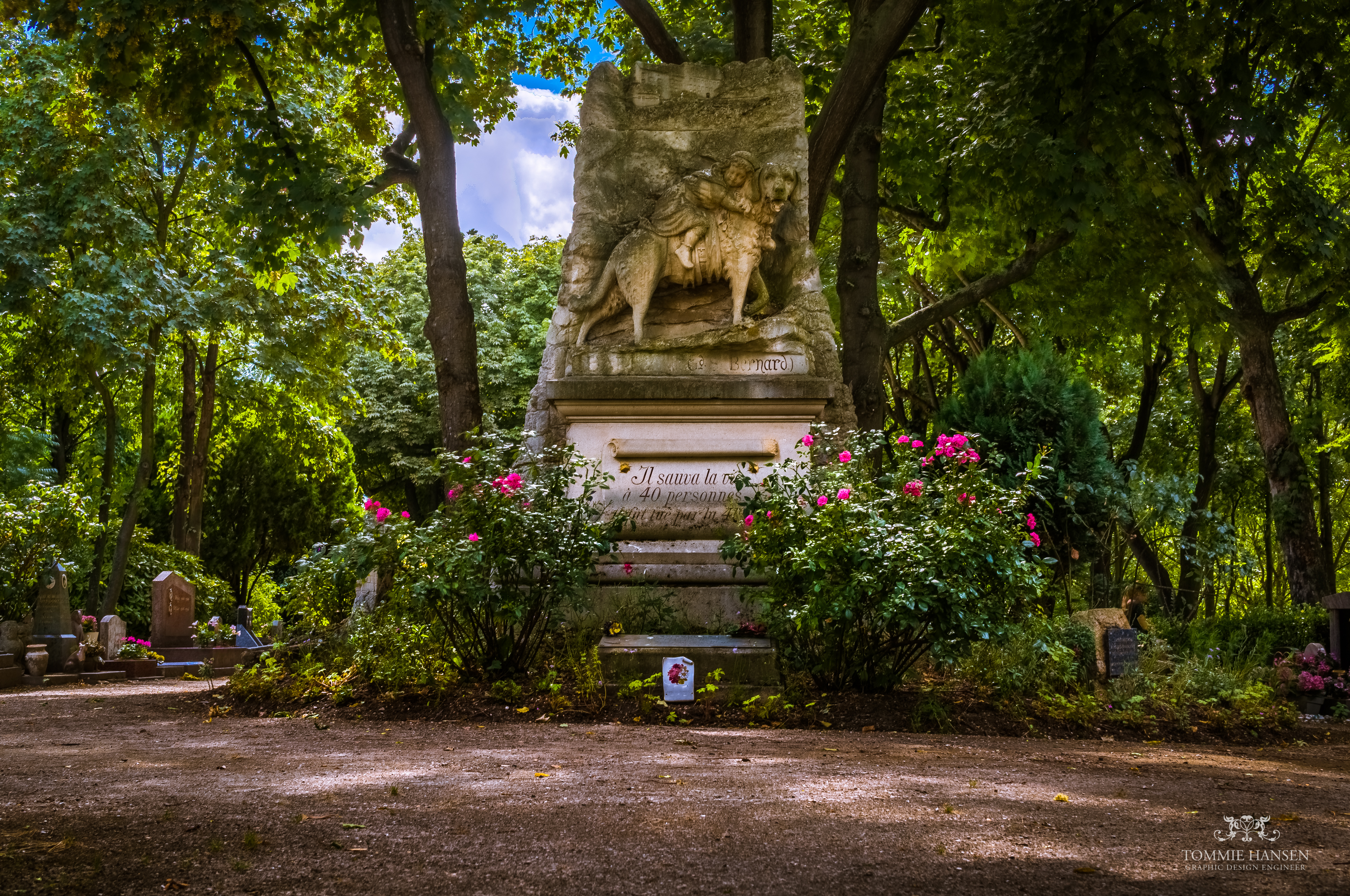
Monument au chien Barry au cimetière des chiens à Asnières-sur-Seine.